# Parti populaire de Castille-La Manche
Le Parti populaire de Castille-La Manche (en espagnol : Partido Popular de Castilla-La Mancha, PP-CLM) est la fédération territoriale du Parti populaire (PP) en Castille-La Manche.
Issu de l'Alliance populaire (AP), le PP-CLM a passé la plus grande partie de son histoire dans l'opposition, tout en gouvernant plusieurs grandes villes, dont actuellement la capitale territoriale Tolède. En 2011, il accède finalement au pouvoir avec la majorité absolue des sièges, mais le perd au bout d'une seule législature. Il reste la première force politique jusqu'en 2019.

## Présidents
| Titulaire                  | Dates                                                           | Fonction |
| -------------------------- | --------------------------------------------------------------- | --- |
| José Manuel Molina         | 24 décembre 1989 – 28 septembre 1996 (6 ans, 9 mois et 4 jours) | Maire de Tolède (1987-1991 ; 1999-2007)                                                                                                  |
| Agustín Conde (es)         | 28 septembre 1996 – 11 mai 2002 (5 ans, 7 mois et 13 jours)     | Maire de Tolède (1995-1999) Secrétaire d'État à la Défense (2016-2018)                                                                   |
| José Manuel Molina,        | 11 mai 2002 – 3 juin 2006 (4 ans et 23 jours)                   | Maire de Tolède (1987-1991 ; 1999-2007)                                                                                                  |
| María Dolores de Cospedal, | 3 juin 2006 – 7 octobre 2018 (12 ans, 4 mois et 4 jours)        | Secrétaire générale du Parti populaire (2008-2018) Présidente de la Junte des communautés (2011-2015) Ministre de la Défense (2016-2018) |
| Paco Núñez (es)            | depuis le 7 octobre 2018 (6 ans, 9 mois et 15 jours)            | Maire d'Almansa (2011-2018) Président de la députation provinciale d'Albacete (2011-2015)                                                |

## Résultats électoraux

### Cortes de Castille-La Manche
| Année | Chef de file              | Voix    | %        | #      | Sièges  | Gouvernement |
| ----- | ------------------------- | ------- | -------- | ------ | ------- | ------------ |
| 1991  | José Manuel Molina        | 336 642 | 36,21    | 2e     | 19 / 47 | Opposition   |
| 1995  | José Manuel Molina        | 469 127 | 44,77 () | 2e ()  | 22 / 47 | Opposition   |
| 1999  | Agustín Conde (es)        | 424 531 | 40,40 () | 2e ()  | 21 / 47 | Opposition   |
| 2003  | Adolfo Suárez Illana      | 402 047 | 37,16 () | 2e ()  | 18 / 47 | Opposition   |
| 2007  | María Dolores de Cospedal | 467 319 | 42,93 () | 2e ()  | 21 / 47 | Opposition   |
| 2011  | María Dolores de Cospedal | 564 954 | 48,92 () | 1er () | 25 / 49 | Cospedal     |
| 2015  | María Dolores de Cospedal | 410 886 | 37,49 () | 1er () | 16 / 33 | Opposition   |
| 2019  | Paco Núñez (es)           | 308 184 | 28,53 () | 2e ()  | 10 / 33 | Opposition   |
| 2023  | Paco Núñez (es)           | 366 312 | 33,65 () | 2e ()  | 12 / 33 | Opposition   |

## Identité visuelle

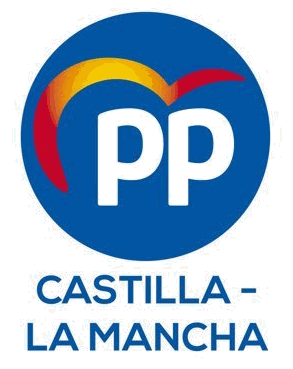
Logo de 2019 à 2022.
Logo depuis 2022.